# Общество Ричарда Хаклита
«Общество Ричарда Хаклита» — общество, специализирующееся на публикации текстов исторических источников о географических экспедициях. Также организует и проводит встречи, симпозиумы и конференции. Основано в 1846 году и базируется в Лондоне, Англия. Названо в честь Ричарда Хаклюйта.
Публикации Общества Хаклуйта (основанного в 1846 году) сделали доступными ранние отчеты об исследованиях. Первая серия, которая выходила с 1847 по 1899 год, состоит из 100 книг, содержащих опубликованные или ранее не опубликованные работы авторов от Христофора Колумба до сэра Фрэнсиса Дрейка, и охватывающих путешествия в Новый Свет, в Китай и Японию, в Россию, в Африку и Индию.
Среди президентов Общества были такие выдающиеся деятели, как сэр Родерик Мурчисон (1792—1871) и сэр Клементс Маркем (1830—1916). Существует сестринская организация в США — «Американские друзья Хаклитовского общества» (основана в 1996 году).